# Bezdek Károly
Bezdek Károly (Budapest, 1955. május 28. –) magyar-kanadai matematikus. Fő kutatási területe elsősorban a geometria, a kombinatorika, a konvex és diszkrét geometria. 3 könyvet és több mint 130 kutatási cikket írt.

## Életpályája

### Korai évek és család
Budapesten született, de Dunaújvárosban nőtt fel. Szülei: id. Bezdek Károly (gépészmérnök) és Cserey Magdolna. Testvére, Bezdek András is matematikus. Károly és bátyja a középiskolai és egyetemi matematikai és fizikai versenyeken számos csúcsot ért el. Károly díjlistája magában foglalja az 1972-73-as tanévben a hagyományos KöMal (Középiskolai Matematikai és Fizikai Lapok) verseny első díjának elnyerését, valamint az Országos Tudományos Magyar Konferencián bemutatott kutatási eredményekért kapott első díjat 1978-ban. Károly belépett az ELTE Természettudományi Karra, és 1978-ban matematikai diplomát kapott. Házasságot kötött Bezdek Évával, és három fia van: Dániel, Máté és Márk.

### Karrier
1980-ban PhD fokozatot szerzett, valamint 1997-ben habilitált matematikából az ELTE-n. 1985-ben a matematikai tudományok kandidátusa, 1995-ben doktora lett. 1978–2003 között az ELTE Geometriai Tanszékének oktatója volt. 1999–2006 között a tanszék elnöke, 1998–2012 között rendes professzora volt. 1978–2003 között számos vendég pozíciót töltött be Kanada, Németország, Hollandia és az Egyesült Államok kutatóintézeteiben. A New York-i Ithaca Cornell Egyetem Matematikai Tanszékén 7 évig volt. 1998–2001 között kinevezték Széchenyi matematika professzorrá az ELTE-n. 2003-tól a Calgaryi Egyetem Matematikai és Statisztikai Tanszékének számítástechnikai és diszkrét geometriai kutatási elnöke, valamint a Calgaryi Egyetem Számítástechnikai és Diszkrét Geometria Központjának igazgatója. 2006–2010 között a budapesti Rényi Alfréd Matematikai Kutatóintézet társulati tagja volt. 2010-től a Pannon Egyetem Matematikai Tanszékének rendes tanára. 2011. július-december között a diszkrét geometriáról és alkalmazásairól szóló 6 hónapos tematikus program társelnöke volt a kanadai Ontarióban, Torontóban, a Fields Institute-ban.

## Kutatásai és eredményei
Kutatási területe a kombinatorika, a konvex és a diszkrét geometria, beleértve a geometriai elemzés, a merevség és az optimalizálás néhány aspektusát. Több mint 130 kutatási cikk szerzője és három kutatási monográfiát írt.

## Könyvek
Három kutatási monográfiája:
- "Klasszikus témák a diszkrét geometriában" (New York, 2010)
- "Lectures on Sphere Arrangements – the Discrete Geometric Side", Fields Institute Monographs, Springer (New York, 2013)
- "Volumetric" Diszkrét geometria", Diszkrét matematika és alkalmazásai, Chapman és Hall (2019, társszerző: Lángi Zsolt)[3]

A diszkrét geometria határaiig vezetik az olvasót. A "Diszkrét geometria és optimalizálás" (Fields Institute Communications, Springer , New York, 2013) című művet Antoine Deza és Yinyu Ye közösen szerkesztették; tükrözi és ösztönzi a diszkrét geometria és az optimalizálás gyümölcsöző kölcsönhatását.

## Díjai
- Fejes Tóth László-díj (2015)[4]
- Research Excellence Award (2017)[5]
- 2020 Immigrant of Distinction Award for Lifetime Achievement (2020)[6]

## Fordítás
- Ez a szócikk részben vagy egészben  a   Károly Bezdek című angol Wikipédia-szócikk ezen változatának fordításán alapul.  Az eredeti cikk szerkesztőit annak laptörténete sorolja fel. Ez a jelzés csupán a megfogalmazás eredetét és a szerzői jogokat jelzi, nem szolgál a cikkben szereplő információk forrásmegjelöléseként.